# Thomas Haymond
Thomas Sherwood Haymond (* 15. Januar 1794 bei Fairmont, Monongalia County, Virginia; † 5. April 1869 in Richmond, Virginia) war ein US-amerikanischer Politiker. Zwischen 1849 und 1851 vertrat er den Bundesstaat Virginia im US-Repräsentantenhaus.

## Werdegang
Der im heutigen West Virginia geborene Thomas Haymond besuchte zunächst private Schulen und studierte danach am College of William & Mary in Williamsburg. Er nahm als einfacher Soldat am Britisch-Amerikanischen Krieg von 1812 teil. Nach einem Jurastudium und seiner 1815 erfolgten Zulassung als Rechtsanwalt begann er in Morgantown in diesem Beruf zu arbeiten. Im Jahr 1842 leitete er das Bezirksgericht im Marion County. Gleichzeitig schlug er als Mitglied der Whig Party eine politische Laufbahn ein.
Nach dem Tod des Abgeordneten Alexander Newman wurde Haymond bei der fälligen Nachwahl für den 15. Sitz von Virginia als dessen Nachfolger in das US-Repräsentantenhaus in Washington, D.C. gewählt, wo er am 8. November 1849 sein neues Mandat antrat. Bis zum 3. März 1851 konnte er die laufende Legislaturperiode im Kongress beenden. Diese Zeit war von den Diskussionen um die Frage der Sklaverei bestimmt. Im Jahr 1850 wurde der von US-Senator Henry Clay eingebrachte Kompromiss von 1850 verabschiedet.
Nach dem Ende seiner Zeit im US-Repräsentantenhaus fungierte Haymond als Brigadegeneral der Staatsmiliz. Während des Bürgerkrieges war er Oberst im Heer der Konföderation. Er starb am 15. April 1869 in Richmond.